# Arthur Barclay

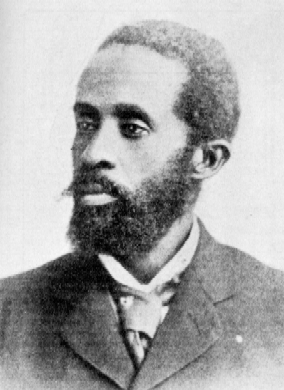
Arthur Barclay (1854-1938)

Arthur Barclay (Bridgetown, 31 juli 1854 - Monrovia, Liberia 10 juli 1938) was een Liberiaans staatsman die van 4 januari 1904 tot 1 januari 1912 het ambt van president van Liberia bekleedde. Hij was het vijftiende staatshoofd van de republiek.

## Biografie
Arthur Barclay werd geboren in Bridgetown, de hoofdstad van Barbados. In 1865 emigreerde hij met zijn vader naar Liberia en behaalde zijn B.A. aan Liberia College en studeerde daarna rechten en trad in 1877 toe tot de balie van Montserrado County en was werkzaam als advocaat tot hij in 1880 werd benoemd tot raadsman van het hooggerechtshof. In 1883 werd hij rechter in Montserrado County. Daarnaast was hij hoogleraar wiskunde en talen aan Liberia College, lid van de regentenkamer en hoofd van het College. 
Barclay deed zijn intrede in de politiek toen hij in 1874 privésecretaris werd van president Joseph Jenkins Roberts. Hij was nadien onderschatkistbewaarder van Montserrado County (1884) en in 1892 trad hij toe tot de regering van president Joseph James Cheeseman als postmeester-generaal (minister van posterijen). In datzelfde jaar was hij ook waarnemend minister van Buitenlandse Zaken. Hij volgde in 1896 de overleden H.A. Williams op als schatkistbewaarder (minister van Financiën), een post die hij bekleedde tot zijn inauguratie als president in 1904.
In 1903 werd Barclay gekozen tot president van Liberia en zijn ambtstermijn liep van 4 januari 1904 tot 1 januari 1912. Hij werd herkozen in 1905 en in 1907. Tijdens zijn presidentschap waren er spanningen met het Verenigd Koninkrijk en Frankrijk over de grenzen van Liberia (het land grensde aan Britse en Franse koloniën). Hij wist op succesvolle wijze de lening van 1871 te heronderhandelen met de Britse kredietverschaffers en stelde in 1904 de Liberian Frontier Forces in, het eerste professionele leger van het land. Tot dan toe kende het land enkel milities. Onder zijn bewind kwam er meer aandacht voor de binnenlanden, iets waarvoor voorgaande regeringen nauwelijks oog hadden. Hij had regelmatig ontmoetingen en besprekingen met stamhoofden.
De vicepresidenten onder Barclay waren Joseph Summerville (1902-1905) en Joseph Jenkins Dossen (1905-1912).
Na zijn presidentschap was Barclay meerdere malen minister van Buitenlandse Zaken, Schatkistbewaarder, minister van Oorlog en Binnenlandse Zaken. In de jaren twintig maakte hij deel uit van de Volkenbondcommissie die onderzoek deed naar gedwongen arbeid van Liberianen in Fernando Po. Hij overleed op 10 juli 1938 in de hoofdstad Monrovia. Hij was het laatste staatshoofd dat in het buitenland geboren werd en van hen de enige die niet geboren was in de Verenigde Staten van Amerika. Barclay behoorde tot de elite van Americo-Liberianen.
Zijn zoon, Edwin James Barclay (1882-1955) was van 1930 tot 1944 de achttiende president van Liberia. Een andere zoon, Anthony Barclay, diende als opperrechter.